# Orcanopterus
Orcanopterus é um gênero de euriptérido classificado como parte da família Waeringopteridae [en]. O gênero contém uma espécie, Orcanopterus manitoulinensis, do Ordoviciano de Manitoulin, no Canadá.

## Morfologia

Comparação de tamanho entre Orcanopterus manitoulinensis e uma mão humana

### Membros
Estima-se que Orcanopterus tivesse até 60 cm de comprimento. Como todos os euriptéridos, ele tinha seis pares de membros, dos quais o par mais posterior eram nadadeiras largas e planas. O primeiro par de membros em Orcanopterus é desconhecido, mas presume-se que fossem pequenas quelíceras para se alimentar. Do segundo ao quarto pares de membros eram fortemente espinhosos e tinham cerca de 7 a 8 cm de comprimento. O segundo par de membros tinha quatro podômeros [en], mas está mal preservado e nenhum espinho pode ser distinguido. O terceiro par tinha quatro podômeros e três espinhos voltados para a frente. O quarto par tinha três podômeros com espinhos voltados para a frente, e o quinto par de membros tinha quatro podômeros, todos com espinhos e com o podômero final sendo um longo espinho. Seu sexto par de membros eram nadadeiras planas com nove podômeros - o nono é invulgarmente grande. Três coxas foram identificadas no espécime, as quais foram associadas aos membros 4, 5 e 6. A coxa 4 tem oito pequenos dentes, todos finos e aproximadamente do mesmo tamanho. A coxa 5 é semelhante, mas um de seus dentes é muito maior que os outros sete. A coxa 6 tem 22 dentes muito pequenos (é muito maior que as outras duas, daí sua associação com o maior membro).

### Carapaça
A carapaça de Orcanopterus era formada pelos primeiros seis segmentos fundidos. A carapaça tinha formato parabólico, com uma proporção comprimento/largura de cerca de 0,89. Na parte frontal da carapaça havia múltiplas pequenas dobras na concha seguindo os contornos - não se sabe qual era o propósito delas.

#### Olhos
Seus olhos estavam posicionados nas laterais de sua carapaça e perto da frente, com ocelos menores localizados mais perto do topo.

### Corpo e télson
Existem doze segmentos corporais, que podem ser divididos em duas tagmas, e um télson. A primeira tagma consiste nos primeiros sete segmentos corporais. Todos são arredondados e muito mais largos do que longos, estreitando-se gradualmente até a segunda tagma. Esta consiste nos últimos cinco segmentos (exceto o télson), que são apenas ligeiramente mais largos do que longos e têm lados retos, com uma pequena dobradura ao redor da margem externa. Todos os segmentos corporais são lisos na parte superior, sem crista ou espinhos, e têm escamas angulares largas na parte inferior. O télson é longo e fino, afunilando-se em uma ponta no final - no geral, tem formato de folha. Na parte superior do télson havia uma quilha, que provavelmente mantinha Orcanopterus estável na água.

#### Genitália
O opérculo genital de Orcanopterus estava localizado na parte inferior do segundo segmento após a carapaça. Era composto por dois segmentos e a fúrcula [en], mas parece ser comparativamente sem ornamento. O primeiro par de esternitos [en] após o opérculo genital não é fundido.